# Bernardo Pfiffer-Gagliardi
Bernardo Pfiffer-Gagliardi, auch Bernard Pfiffer-Gagliardi, auch Pfyffer-Gagliardi (* 19. September 1810 in Prato-Sornico im Maggiatal; † 14. Februar 1867 ebenda), war ein Schweizer Ingenieur und Politiker (Liberaler).

## Leben

### Familie
Bernardo Pfiffer-Gagliardi war der Sohn des Grundbesitzers und Grossrats Carlo Giuseppe Pfiffer-Gagliardi und dessen Ehefrau Marianna (geb. Gagliardi); sein Bruder war der Politiker Giacomo Pfiffer-Gagliardi (* 20. März 1809 in Prato-Sornico; † 31. Juli 1867 in Locarno).
Er war mit Giuseppina, die Tochter von Michelangelo Mignami, der von den Konservativen 1839 umgebracht worden war, verheiratet; gemeinsam hatten sie einen Sohn. Sein Enkel war der spätere Historiker Ernst Gagliardi.

### Werdegang und politisches Wirken
Bernardo Pfiffer-Gagliardi war Oberaufseher der Straßen im Maggia- und Bleniotal und führte als Ingenieur im staatlichen Auftrag Strassenbauarbeiten aus.
Er war ein Vorkämpfer des Liberalismus der italienischsprachigen Schweiz und nahm mehrmals als Gesandter an den Tagsatzungen teil.
Von 1844 bis 1853 sowie von 1856 bis 1863 sass er als Radikalliberaler im Tessiner Grossen Rat, den er 1856 präsidierte.
Er war vom 6. November 1848 bis 1. Oktober 1849 Ständerat sowie von 1853 bis 1855 und 1863 bis 1865 Staatsrat; dort wurde er 1864 zum Vizepräsidenten gewählt.
Gemeinsam mit seinem Bruder wechselte er sich manchmal in den jeweiligen Ämtern ab.
1856 nahm er als Zuschauer an den Verhandlungen des Appellationsgerichts in Locarno teil, bei dem der wegen Mordes zu lebenslänglicher Haft verurteilte Alberto Franzoni im Berufungsverfahren freigesprochen wurde.

## Mitgliedschaften
1850 gründete Bernardo Pfiffer-Gagliardi gemeinsam mit seinem Freund Giuseppe Patocchi eine Gesellschaft zur Nutzung der Wälder von Campo. Das Geld floss in die Kassen des Patriziats; ein Teil wurde unter den Familien aufgeteilt, die dem Patriziat angehörten und ein anderer Teil wurde verwendet, um alte Schulden zu begleichen und den Bau von zwei Schulgebäuden zu beginnen.